# Red Muqui
Red Muqui es un colectivo de 29 organizaciones de la sociedad civil en Perú que actúa a nivel regional, nacional e internacional por la defensa de los derechos y el desarrollo sostenible de comunidades y poblaciones en entornos de actividad minera.
Se creó en octubre de 2003.

## Organizaciones que forman parte de la Red
- Asociación Arariwa - Cusco
- Asociación Pro Derechos Humanos
- Asociación Marianista de Acción Social (AMAS) - La Libertad
- Asociación para la Investigación y Desarrollo Sostenible SUMA MARKA - Puno
- Asociación Proyecto Amigo de Huamachuco - La Libertad
- Centro de Cultura Popular Labor (Pasco)
- Centro Peruano de Estudios Sociales
- CooperAcción - Acción Solidaria para el Desarrollo
- Centro Pastoral de Diócesis de Chulucanas - Piura
- Centro de Desarrollo Agropecuario (CEDAP) - Ayacucho
- Centro Andino de Educación y Promoción José María Arguedas - Cusco
- Derechos Humanos Sin Fronteras (DHSF) - Cusco
- Derechos Humanos y Medio Ambiente (DHUMA) - Puno
- Vicaría de la Pastoral Minera de Pasco - Pasco
- Programa Democracia y Transformación Global (PDTG)

## Pronunciamientos
- La Confiep no puede imponer el Proyecto Tía María como parte de su “Agenda País” (5 de julio de 2019)
- Red Muqui rechaza la intimidación de la que son objeto instituciones de Derechos Humanos y ambientales por defender derechos en casos de proyectos mineros (5 de julio de 2018)

## Publicaciones
- Vargas Koch, Camilo; Bittner, Constantin; Dreier, Vanessa; Fichtl, Moritz; Gottmann, Annika; Thomas, Wiebke (1 de febrero de 2018). Alternativas de desarrollo en las regiones mineras de Perú. Estudio apoyado por Ministerio Federal de Cooperación Económica y Desarrollo (BMZ), MISEREOR, Red Muqui y Berlin Senate Department for Economics, Energy and Enterprises (SenWiEnBe). Humboldt-Universität zu Berlin. doi:10.18452/18767.
- Castillo Fernández, Marlene; Chávez Quijada, Mary; Gallardo Marticorena, Mirella; Zegarra Miranda, Lourdes; Cruz Ayala, Elqui; del Carpio Lazo, David; Gómez Urquizo, Jesús (septiembre de 2011). «Valle de Tambo-Islay: Territorio, Agua y Derechos locales en riesgo con la minería a tajo abierto». Frente Amplio de Defensa del Valle del Tambo, Municipalidad Distrital de Dean Valdivia, CooperAcción, Red Muqui (Lima).
- Red Muqui (2006). Propuesta para una agenda minera concertada: principales temas para el debate. OCLC 935295684.

- Datos: Q18027156